# Куршенайское сельское староство
Куршенайское сельское староство (лит. Kuršėnų kaimiškoji seniūnija) — одно из 11 староств Шяуляйского района, Шяуляйского уезда Литвы. Административный центр — город Куршенай.

## География
Расположено на северо-западе Литвы, в западной части Шяуляйского района, на Жемайтской возвышенности.
Граничит с Куршенайским городским староством — окружая его со всех сторон, Кужяйским — на востоке, Бубяйским — на юго-востоке, Грузджяйским — на северо-востоке, Шакинским — на севере, Рауденайским — на западе, Шаукенайским староством Кельмеского района — на юге, и Папильским староством Акмянского района — на севере и северо-западе.

## Население
Куршенайское сельское староство включает в себя 95 деревень и 1 хутор.